# ایمپلنیا
ایمپلنیا (انگلیسی: Implenia) شرکت ساخت‌وساز سوئیسی است، که در سال ۲۰۰۶ تأسیس شد.